# رابطة مكافحة الموت (رواية)
رابطة مكافحة الموت (بالإنجليزية: The Anti-Death League)‏ هي رواية للكاتب الإنجلزي كينجسلي أميس، نشرت عام 1966، عن دار نشر فيكتور غولانس. 